# Волынкина деревня
Волынкина деревня (Валлакюля; фин. Vallinginkylä) — поселение допетровской эпохи на современной территории Санкт-Петербурга. Находилось примерно на пересечении современных улиц Калинина и Трефолева.

## История

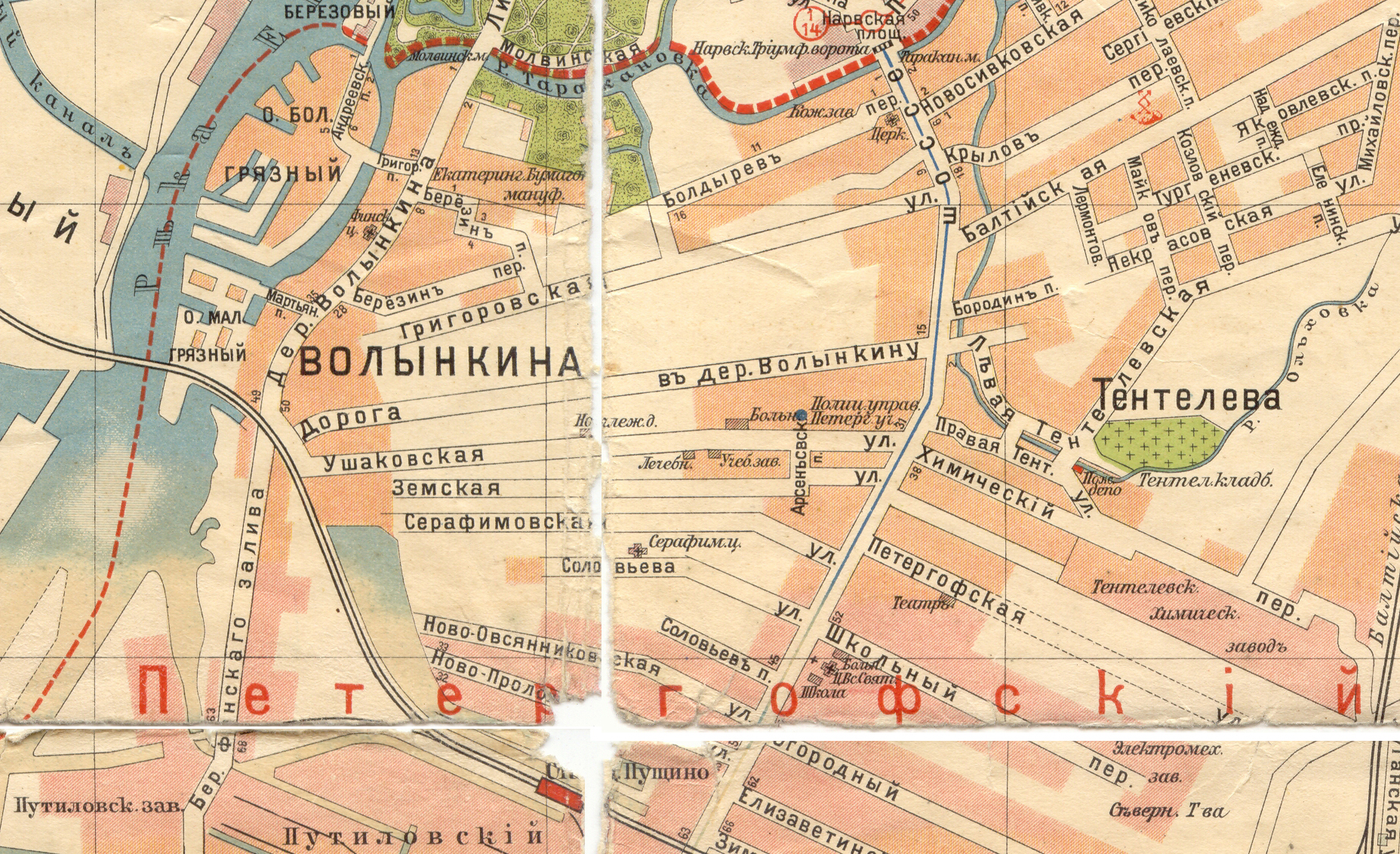
Район деревни Волынкина, 1913 год

Деревня у реки Екатерингофки известна примерно с XV века.
В Петровское время вблизи Екатерингофа здесь появился Анненгоф.
В середине XIX века «Валлакюля» была замещена русским названием «Волынкина деревня».
Улица, ведущая к деревне от Петергофского шоссе, называлась дорогой в дер. Волынкину (к настоящему времени ликвидирована).
На территории деревни находилась улица с одноимённым названием — деревня Волынкина, переименованная в 1924 году в улицу Калинина. 
Территория бывшей деревни к 1920-м годам представляла собой неблагоустроенную рабочую окраину. В районе  жило большое количество рабочих Путиловского завода. Кроме того, на территории бывшей деревни располагалось большое количество кабаков и трактиров, что делало район непривлекательным для жителей Петербурга.
Окончательно была поглощена городом в 1960-х годах застройкой различными нежилыми зданиями. Сохранился Волынкин переулок и несколько строений из бывшей усадьбы купца Прокопия Пономарёва по адресу ул. Калинина, 6-8.